# Special Air Service
El Special Air Service (SAS), Servei Especial Aeri, és una unitat de forces especials de l'Exèrcit britànic. El SAS va ser fundat el 1941 per David Stirling com a regiment i, posteriorment, es va reconstituir com a cos el 1950. La unitat assumeix diversos papers, inclosos el reconeixement encobert, la lluita contra-terrorisme, l'acció directa i el rescat d'ostatges. Gran part de la informació i les accions relatives al SAS estan classificades i no són comentades pel Govern britànic ni pel Ministeri de Defensa a causa de la sensibilitat de les seves operacions.
Actualment, el cos està format pel 22è Regiment del Special Air Service, el component regular sota el comandament operatiu de les Forces Especials del Regne Unit (UKSF), així com el 21è Regiment del Special Air Service (Artists) (Reserva) i el 23è Regiment del Special Air Service (Reserva), que són unitats de reserva. La seva unitat germana és el Servei Especial d'Embarcacions de la Royal Navy, especialitzat en la lluita contra el terrorisme marítim. Ambdues unitats estan sota el control operatiu del Director de Forces Especials.
El Special Air Service remunta els seus orígens a 1941 i a la Segona Guerra Mundial. Va ser reformat com a part de l'Exèrcit Territorial el 1947, anomenat 21è Regiment del Special Air Service (Artists Rifles). El 22è Regiment del Servei Aeri Especial, que forma part de l'exèrcit regular, va guanyar fama i reconeixement a tot el món després del seu rescat televisiu de tots els ostatges menys dos detinguts durant el setge de l'ambaixada iraniana de 1980.A la saga de videojocs Call of Duty surt el capita price que es part del primer regiment del SAS.

## Història

### Segona Guerra Mundial
El Servei Aeri Especial va ser una unitat de l'exèrcit britànic durant la Segona Guerra Mundial que es va formar el juliol de 1941 per David Stirling i originalment es va anomenar Destacament "L", Brigada del Servei Aeri Especial; la designació "L" i el nom del Servei Aeri són un empat en una campanya britànica de desinformació, intentant enganyar l'Eix fent-li pensar que hi havia un regiment de paracaigudistes amb nombroses unitats operant a la zona (el SAS real "demostraria" a l'Eix que existia el fals). Va ser concebut com una força de comando per operar darrere de les línies enemigues a la campanya del Nord d'Àfrica i inicialment estava format per cinc oficials i 60 sots-oficials i tropa més. La seva primera missió, el novembre de 1941, va ser una salt de paracaigudes en suport de l'ofensiva de l'operació Crusader, amb el nom en clau Operació Squatter. A causa de la resistència alemanya i les condicions meteorològiques adverses, la missió va ser un desastre; 22 homes, un terç de la unitat, van ser morts o capturats. La seva segona missió va ser un gran èxit. Transportats pel Long Range Desert Group, va atacar tres aeròdroms a Líbia, destruint 60 avions sense cap baixa. El setembre de 1942, va ser rebatejat com a 1r SAS, format en aquell moment per quatre esquadrons britànics, un francès lliure, un grec i la  Folboat Section.

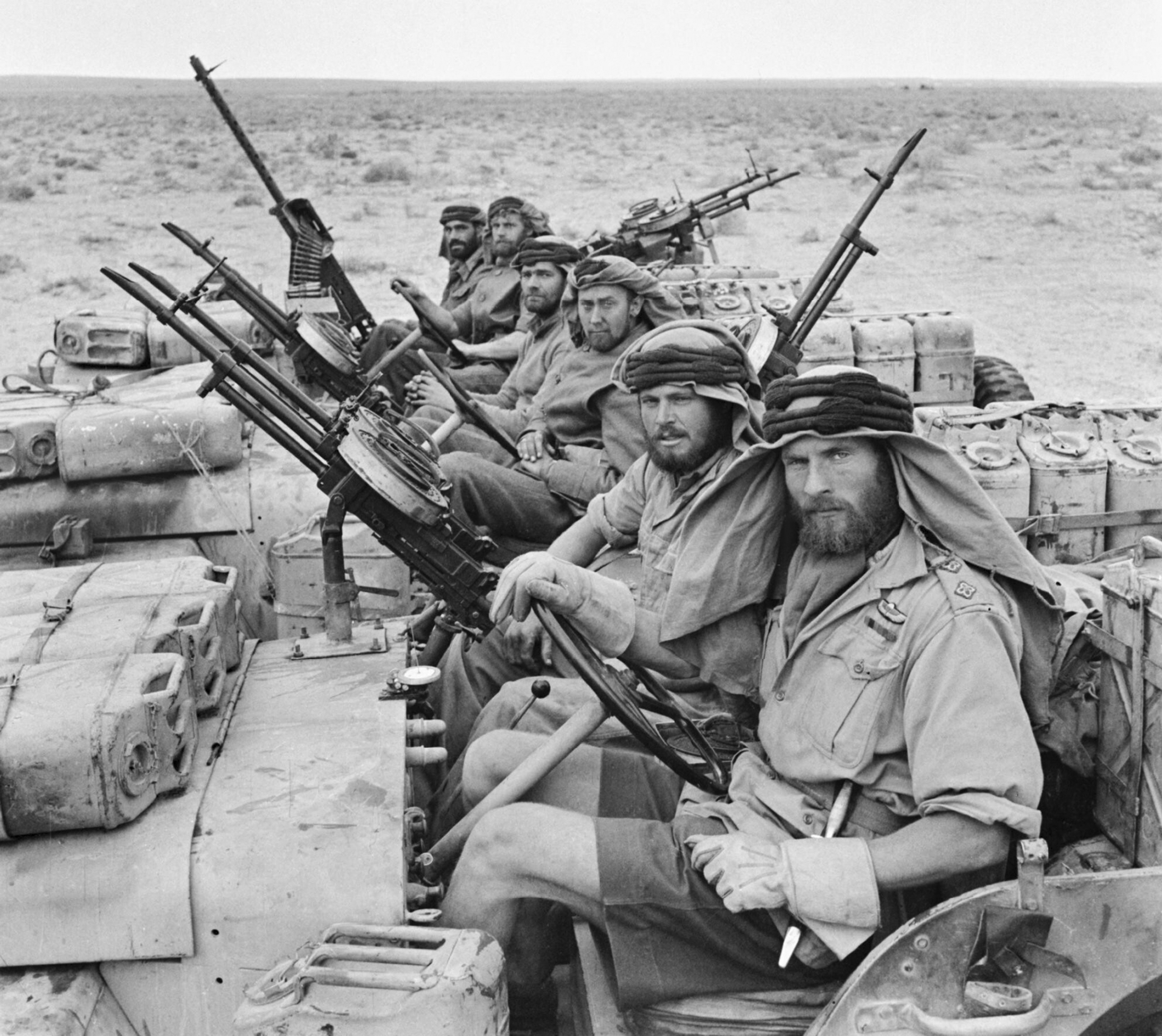
Patrulla SAS al nord d'Àfrica durant la Segona Guerra Mundial (1943)

El gener de 1943, el coronel Stirling va ser capturat a Tunísia i Paddy Mayne el va substituir com a comandant. L'abril del 1943, el 1r SAS es va reorganitzar en l'Esquadró d'Incursions Especials sota el comandament de Mayne i l'Servei Especial d'Embarcacions es va posar sota el comandament de George Jellicoe. L'Esquadró d'Incursions Especials va lluitar a Sicília i Itàlia juntament amb el 2n SAS, que s'havia format al nord d'Àfrica el 1943 en part pel canvi de nom de la Força d'Incursions a Petita Escala. L'Esquadró de Vaixells Especials va lluitar a les illes de l'Egeu i el Dodecanès fins al final de la guerra. 1944 es va formar la Brigada SAS. La unitat es va formar a partir de:
- 1r Servei Aeri Especial
- 2n Servei Aeri Especial
- 3r Servei Aeri Especial - 2e Régiment de Chasseurs Parachutistes
- 4t Servei Aeri Especial - 3e Régiment de Chasseurs Parachutistes
- 5è Servei Aeri Especial - llinatge continuat pel Grup de Forces Especials belgues
- Esquadró F - responsable de senyals i comunicacions

Va tenir la missió d'operacions de paracaigudes darrere de les línies alemanyes a França i va dur a terme operacions de suport a l'avanç aliat a través de França, Houndsworth, Bulbasket, Loyton and Wallace-Hardy), els Països Baixos (operació Pegasus) i, finalment, a Alemanya (operació Archway). Com a resultat de l'emissió de l'ordre dels Comandos per part de Hitler el 18 d'octubre de 1942, els membres de la unitat es van enfrontar al perill addicional que serien executats sumàriament si fossin capturats pels alemanys. El juliol de 1944, arran de l'operació Bulbasket, 34 comandos SAS capturats van ser executats sumàriament pels alemanys. L'octubre de 1944, després de l'operació Loyton, altres 31 més van ser executats.

### Postguerra
Al final de la guerra, el govern britànic no va veure més necessitat de la força i la va dissoldre el 8 d'octubre de 1945.
L'any següent es va decidir que calia una unitat de comandament de penetració profunda a llarg termini i calia crear un nou regiment SAS com a part de l'Exèrcit Territorial. Finalment, els Artists Rifles, creats el 1860 i amb seu a Dukes Road, Euston, van assumir el mantell SAS com el 21è Regiment SAS (V) l'1 de gener de 1947.

#### Escoltes de Malàisia

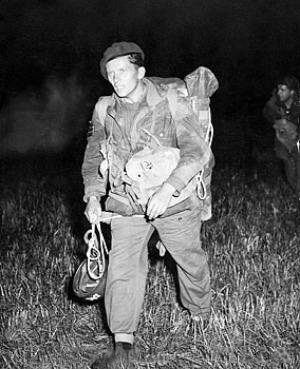
Soldat del 21 SAS després d'un exercici nocturn de llançament de paracaigudes a Dinamarca (1955)

El 1950, es va reunir un esquadró 21 SAS per lluitar a la Guerra de Corea. Després de tres mesos d'entrenament a Gran Bretanya, es va informar que l'esquadró ja no seria necessari a Corea i, en canvi, es va oferir voluntari per lluitar a l'emergència malaia. En arribar a Malàisia, va passar sota el comandament de "Mad Mike" Mike Calvertque estava formant una nova unitat anomenada Malayan Scouts (SAS). Calvert ja havia format un esquadró a partir de 100 voluntaris a l'Extrem Orient, que es va convertir en l'Esquadró A; el 21 esquadró SAS es va convertir llavors en l'esquadró B; i després d'una visita de reclutament a Rhodèsia per part de Calvert, l'esquadró C es va formar a partir de 100 voluntaris de Rhodèsia. The Els rodesians van tornar a casa després de tres anys de servei i van ser substituïts per un esquadró de Nova Zelanda. En aquest moment s'havia reconegut la necessitat d'un regiment SAS de l'exèrcit regular; el 22 Regiment SAS es va afegir formalment a la llista de l'exèrcit el 1952 i té la seu a Hereford des de 1960. El 1959 es va formar el tercer regiment, el 23 SAS Regiment, rebatejant la Unitat de Reconeixement de la Reserva, que havia succeït MI9 i els membres del qual eren experts en la fugida i l'evasió.

### 22 Regiment SAS
Des que van servir a Malàisia, homes del 22 Regiment SAS de l'exèrcit regular han participat en patrulles de reconeixement i missions d'atac a gran escala a la guerra de Jebel Akhdar a Oman i han dut a terme patrulles de reconeixement i vigilància encobertes i algunes missions d'atac a gran escala a Borneo. Van tornar a Oman en operacions contra rebels recolzats pels comunistes a la Rebel·lió de Dhofar, inclosa la batalla de Mirbat. També han participat en operacions a l'emergència d'Aden, Irlanda del Nord, i Gàmbia. El seu equip de projectes especials va ajudar el grup antiterrorista d'Alemanya Occidental GSG 9 a Mogadiscio. L'ala antiterrorista del SAS va participar en una operació de rescat d'ostatges durant el setge de l'ambaixada iraniana a Londres. SAS va estar implicat durant tota la implicació encoberta de Gran Bretanya en la guerra afgano-soviètica; van actuar mitjançant el contractista militar privat Keenie Meenie Services (o KMS Ltd), entrenant els mujahidins afganesos en armes, tàctiques i utilitzant explosius. No només van entrenar els mujahidins a l'Afganistan, sinó que també els van enviar a ser entrenats al Pakistan, Oman i fins i tot parts del Regne Unit. Durant la Guerra de les Malvines, l'esquadró B es va preparar per a l'operació Mikado abans que es cancel·lés posteriorment mentre es desplegaven els esquadrons D i G i van participar en l'atac a Pebble Island. L'operació Flavius va ser una controvertida operació a Gibraltar contra l'Exèrcit Republicà Irlandès Provisional (PIRA). El 22 SAS també va dirigir avions de l'OTAN cap a posicions sèrbies i va caçar criminals de guerra a Bòsnia. També van estar implicats en la guerra de Kosovo ajudant els guerrillers de l'UCK darrere les línies sèrbies. Segons fonts albaneses, un sergent del SAS va ser mort per les forces especials sèrbies.
La Guerra del Golf, en la qual es van desplegar esquadrons A, B i D, va ser la major mobilització del SAS des de la Segona Guerra Mundial, també destacada pel fracàs de la missió Bravo Two Zero. A Sierra Leone va participar en l'operació Barras, una operació de rescat d'ostatges, per extreure membres del Royal Irish Regiment.
Després dels atemptats de l'11 de setembre de 2001 als Estats Units per part d'Al-Qaida el 2001, 2 esquadrons de 22 SAS, més tard reforçats per membres de les dues unitats territorials del SAS, es van desplegar a l'Afganistan com a part de la invasió de la Coalició a l'inici de la guerra de l'Afganistan, per desmantellar i destruir Al-Qaida i negar-li una base segura d'operacions a l'Afganistan retirant els talibans del poder a la guerra contra el terrorisme. El regiment va dur a terme l'operació Trent, l'operació més gran de la seva història, que va incloure el seu primer salt HALO en temps de guerra. Després de la invasió, el Regiment va continuar operant a l'Afganistan contra els talibans i altres insurgents fins al 2006, quan el seu desplegament a l'Iraq es va convertir en el seu focus d'operacions, fins al 2009 quan el SAS es va tornar a desplegar a l'Afganistan.
El regiment va participar en la guerra de l'Iraq, en particular realitzant operacions a l'Iraq abans de la invasió de 2003. Després de la invasió, va formar part de la Task Force Black/Knight per combatre la insurrecció posterior a la invasió; a finals de 2005/principis de 2006, el SAS es va integrar al JSOC i va centrar els seus esforços de contrainsurgència a combatre al-Qaeda a l'Iraq i la insurrecció sunnita al costat de la Delta Force. La contrainsurgència va tenir èxit, i la missió de la UKSF a l'Iraq va acabar el maig de 2009. En total, més de 3.500 terroristes van ser "trets dels carrers" de Bagdad per 22 SAS.
Diversos diaris britànics han especulat sobre la participació de SAS en l'Operació Ellamy i la guerra civil líbia de 2011. El Daily Telegraph va informar que "fonts de la defensa han confirmat que el SAS ha estat a Líbia durant diverses setmanes i ha tingut un paper clau en la coordinació de la caiguda de Trípoli". Tot i que The Guardian informà que "han estat actuant com a controladors aeris avançats —dirigent els pilots cap a objectius— i comunicant-se amb els comandants operacionals de l'OTAN. També han estat assessorant els rebels sobre tàctiques".
Membres del Servei Aeri Especial es van desplegar al nord de l'Iraq a finals d'agost de 2014 i, segons l'excap de l'MI6, Richard Barrett, també serien enviats a Síria, encarregats d'intentar localitzar el terrorista Estat Islàmic de l'Iraq i el Llevant (ISIL). grup que la premsa va anomenar els Beatles.
En els darrers anys, els oficials del SAS han arribat a càrrecs superiors a l'exèrcit i les forces armades britàniques. El general Peter de la Billière va ser el comandant en cap de les forces britàniques a la Guerra del Golf de 1990. El general Michael Rose es va convertir en comandant de la Força de Protecció de les Nacions Unides a Bòsnia el 1994. El 1997 el general Charles Guthrie es va convertir en cap de l'Estat Major de la Defensa i cap de les forces armades britàniques. El tinent general Cedric Delves va ser nomenat comandant de l'exèrcit de camp i comandant en cap adjunt de la seu regional de les Forces Aliades del Nord de l'OTAN el 2002-2003.

### 21 i 23 SAS
Durant gran part de la Guerra Freda, el paper del 21 SAS i el 23 SAS va ser el de proporcionar a les parts enrere en cas d'una invasió del Pacte de Varsòvia a l'Europa occidental, formant junts la Unitat de Patrulla del Cos del I Cos. En el cas d'una invasió, aquest Grup de Serveis Aeri Especials s'hauria deixat evitar i s'hauria quedat enrere per recollir informació darrere de les línies del Pacte de Varsòvia, dur a terme l'adquisició d'objectius i així intentar frenar l'avanç de l'enemic.
A principis de 2003, un esquadró compost de 21 i 23 SAS estava operant a Helmand per fer papers contra les forces d'Al Qaeda, "amb èmfasi en el reconeixement de llarg abast"
El 2007–08 una sub-unitat de la mida d'un esquadró. -La unitat es va desplegar primer des del 23 i després del 21 SAS a Helmand per a funcions com la formació de la policia afganesa i el treball amb els serveis d'intel·ligència.

### Influència en altres forces especials
Després de la reconstitució posterior a la guerra del Servei Aeri Especial, altres països de la Commonwealth van reconèixer la seva necessitat d'unitats similars. La Companyia Canadeanca del Servei Aeri Especial es va formar el 1947 i es va dissoldre el 1949. L' esquadró del Servei Aeri Especial de Nova Zelanda es va formar el juny de 1955 per servir amb el SAS britànic a Malàisia, que es va convertir en un regiment complet el 2011. Austràlia va formar la 1a Companyia SAS el juliol de 1957, que es va convertir en un regiment complet del Regiment del Servei Aeri Especial (SASR) el 1964. Al seu retorn de Malàisia, l'Esquadró C (Rhodesià) va formar la base per a creació del Servei Aeri Especial de Rhodèsia el 1961. Va conservar el nom de "Servei aeri especial de l'esquadró C (Rhodèsia)" dins de les Forces de seguretat de Rhodèsia fins a 1978, quan es va convertir en el 1r regiment de serveis aeri especials (Rhodèsia).
Els països que no pertanyen a la Commonwealth també han format unitats basades en el SAS. El Grup de Forces Especials de l'exèrcit belga, que porta la mateixa insígnia que el SAS britànic, traça la seva ascendència en part del 5è Servei Aeri Especial de la Segona Guerra Mundial. El 1r Regiment de Paracaigudistes d'Infanteria de Marina francès (1er RPIMa) pot remuntar els seus orígens a la Segona Guerra Mundial 3r i 4t SAS, adoptant el seu lema "qui s'atreveix a guanyar". La unitat nord-americana, 1r Destacament Operacional de Forces Especials-Delta, va ser formada pel coronel Charles Alvin Beckwith, que va servir amb 22 SAS com a oficial d'intercanvi, i va reconèixer la necessitat d'un tipus similar d'unitat a l'Exèrcit dels Estats Units. Les unitats israelianes Sayeret Matkal i Shaldag també s'han modelat a partir del SAS, compartint el seu lema. L'Army Ranger Wing (ARW) d'Irlanda també ha modelat la seva formació a partir de la del SAS. La Força d'Acció Especial de la Policia Nacional de Filipines es va formar seguint la línia del SAS.
La 666a Brigada de Comandos de l'antic Exèrcit Reial Afganès va ser formada pel coronel Ramatullah Safi a la dècada de 1970 després de rebre la seva formació amb el SAS abans que es dissolgués mitjançant purgues després dels cops d'estat de 1973 i 1978.

## Organització

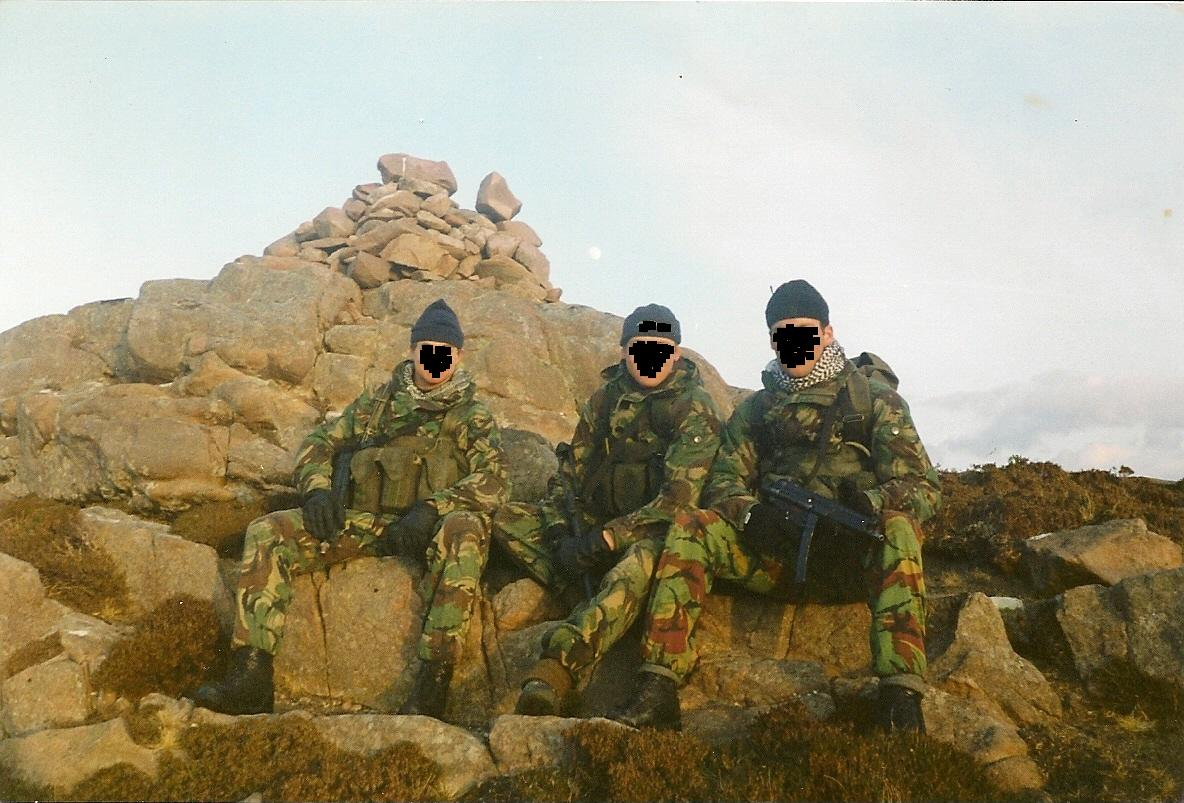
Tropes de muntanya del SAS

Hi ha poca informació verificable públicament sobre el SAS contemporani, ja que el govern britànic no sol comentar sobre qüestions de forces especials a causa de la naturalesa del seu treball. El Servei Aeri Especial consta de tres unitats: una unitat regular i dues unitats de la  Reserva de l'Exèrcit (AR). La unitat de l'exèrcit regular és el 22 SAS Regiment i les unitats de reserva són el 21 Regiment del Servei Aeri Especial (Artistes) (Reserva) (21 SAS(R)) i el 23 Regiment del Servei Aeri Especial (Reserva) (23 SAS (R)), col·lectivament, el Servei Aeri Especial (SAS(R)).
L'esquadró de suport de paracaigudistes de les forces especials (Para Sp Sqn) és una subunitat de l'ala de lliurament aerotransportada (ADW) amb seu a RAF Brize Norton.
Complementari al SAS, juntament amb el Servei Especial d'Operacions i el Regiment Especial de Reconeixement, hi ha el 18è Regiment de Senyals (UKSF).

### Esquadrons
El 22 SAS normalment té una força de 400 a 600 homes. El regiment té quatre esquadrons operatius: A, B, D i G. Cada esquadró consta d'aproximadament 65 membres comandats per un major, dividits en quatre tropes (cada tropa està comandada per un capità) i una petita secció de Caserna General. Les tropes solen estar formades per 16 membres (els membres del SAS es coneixen com a "fulla" o "operador") i cada patrulla d'una tropa consta de quatre membres, amb cada membre posseeix una habilitat particular, per exemple, senyals, demolició, metge o lingüista, a més de les habilitats bàsiques apreses durant el curs de la seva formació.El terme "esquadra" es remunta als primers dies de la unitat quan el nom de la unitat tenia la intenció de confondre la intel·ligència alemanya. Les quatre tropes s'especialitzen en quatre àrees diferents:
- Tropa d'embarcacions: especialistes en habilitats marítimes, com ara el busseig amb rebreathers, l'ús de caiacs (canoes) i embarcacions inflables de casc rígid i sovint s'entrenen amb el Servei Especial d'Embarcacions.[96]
- Tropa aèria: experts en paracaigudes en caiguda lliure i operacions de paracaigudes a gran altitud, incloses les tècniques d'obertura a baixa altitud (HALO) i obertura alta a gran altitud (HAHO).[96]
- Tropa de mobilitat: especialistes en l'ús de vehicles i experts en la guerra del desert.[97] També estan entrenats en un nivell avançat de mecànica de motors per reparar qualsevol avaria de vehicles.[98]
- Tropa de muntanya: especialistes en combat i supervivència a l'Àrtic, que utilitzen equipament especialitzat com ara esquís, raquetes de neu i tècniques d'escalada de muntanya.[96]

L'any 1980 es va formar l'Esquadró R (que des d'aleshores ha estat rebatejat com a Destacament L); els seus membres són tots ex-soldats del regiment regular de la SAS que tenen un compromís de servei de reserva.
S'estableixen 22 rotacions de servei d'esquadronss SAS de manera que es mantingui un esquadró en servei de lluita contra el terrorisme al Regne Unit; un segon estarà en un desplegament; un tercer es prepararà per al desplegament mentre du a terme formació a curt termini; i el quart es prepararà per a entrenaments a llarg termini a l'estranger, com ara exercicis a la selva o al desert. En temps de guerra, com la invasió de l'Iraq el 2003, no és estrany que es despleguessin dos esquadrons.
| 22 Regiment Especial del Servei Aeri | 21 Special Air Service Regiment (Artists) | 23 Special Air Service Regiment |
| ------------------------------------ | ----------------------------------------- | ------------------------------- |
| Esquadró 'A' (Hereford)              | Esquadró 'Cap' (Regent's Park)            | 'HQ' Squadron (Birmingham)      |
| Esquadró 'B'                         | Esquadró 'A' (Regent's Park)              | Esquadró 'B' (Leeds)            |
| Esquadró 'D'                         | Esquadró 'C' (Bramley Camp)               | Esquadró 'D' (Escòcia)          |
| Esquadró 'G'                         | Esquadró 'E' (Gal·les)                    | 'G' Squadron (Manchester)       |

Estructura de l'esquadró:
- Esquadró A: 1 (vaixell) tropa – 2 (aèria) tropa – 3 (mobilitat) tropa – 4 (muntanya) tropa
- Esquadró B: tropa 6 (vaixell) - tropa 7 (aèria) - tropa 8 (mobilitat) - tropa 9 (muntanya)
- Esquadró D: tropa 16 (aèria) - tropa 17 (vaixell) - tropa 18 (mobilitat) - tropa 19 (muntanya)
- Esquadró G: tropa 21 (mobilitat) - tropa 22 (muntanya) - tropa 23 (vaixell) - tropa 24 (aèria)

### Ala antiterrorista
El CTW està format en Close Quarter Battle (CQB), tècniques de franctirador i s'especialitza en el rescat d'ostatges en edificis o en transport públic. L'equip es va formar a principis de la dècada de 1970 després que el primer ministre, Edward Heath, demanés al Ministeri de Defensa que es preparés per a qualsevol possible atac terrorista similar a la massacre dels Jocs Olímpics d'estiu de 1972, per tant ordenant que l'ala SAS Counter Revolutionary Warfare (CRW) fos creada.
Els esquadrons actualitzen el seu entrenament cada 16 mesos, de mitjana. El primer desplegament de la CRW va ser durant el setge de Balcombe Street. La Policia Metropolitana havia atrapat una unitat del PIRA que es va rendir quan va saber a la BBC que els SAS estaven sent enviats. [118] La primera acció documentada a l'estranger per l'ala CRW va ser ajudar el grup antiterrorista d'Alemanya Occidental GSG 9 a Mogadiscio.
El paper de CT es va compartir entre els esquadrons, inicialment amb una rotació de 12 mesos i més tard de sis mesos per assegurar-se que tots els membres es formen finalment en tècniques de CT i CQB. El tren SAS per al paper de CT a l'àrea d'entrenament de l'exèrcit de Pontrilas en una instal·lació que inclou Killing House (oficialment coneguda com Close Quarter Battle House) i part d'un avió de línia Boeing 747 que es pot reconfigurar per adaptar-se als dissenys interns de pràcticament qualsevol avió comercial. L'esquadró de guàrdia CT es divideix en quatre tropes, dues de les quals estan en avís immediat per moure's i estan restringides a Hereford – Credenhill, mentre que els altres dos realitzen entrenaments i exercicis a tot el Regne Unit, però estan disponibles per al desplegament operatiu si és necessari.

### Oficials al comandament
- 1950 Lt Col Mike Calvert, Royal Engineers[116]
- 1951 Lt Col John Slone, Argyll and Sutherland Highlanders[117]
- 1953 Lt Col Oliver Brooke, Welch Regiment[118]
- 1954 Lt Col Michael Osborn, West Yorkshire Regiment[118]
- 1955 Lt Col George Lea, Lancashire Fusiliers[119] and Parachute Regiment[120]
- 1957 Lt Col Tony Deane-Drummond, Royal Signals[121]
- 1960 Lt Col Ronald Wilson, Royal Northumberland Fusiliers[122]
- 1962 Lt Col John Woodhouse, Dorset Regiment and East Surreys[123]
- 1965 Lt Col Michael Wingate-Gray,[124] Black Watch
- 1967 Lt Col John Slim,[125] Argyll and Sutherland Highlanders
- 1969 Lt Col John Watts,[126] Royal Irish Rangers
- 1972 Lt Col Peter de la Billière,[127] Light Infantry
- 1974 Lt Col Anthony Jeapes,[128] Devonshire and Dorset Regiment
- 1977 Lt Col Mike Wilkes, Royal Artillery[129][130]
- 1982 Lt Col Mike Rose, Coldstream Guards[131]
- 1984 Lt Col Andrew Massey, Royal Corps of Transport[132]
- 1986 Lt Col Cedric Delves, Devonshire and Dorset Regiment[133]
- 1989 Lt Col John Holmes, Scots Guards[134]
- n/k Lt Col Jonathan "Jacko" Page, Parachute Regiment[135]
- 2001 Lt Col Ed Butler, Royal Green Jackets[136][137]
- 2002 Lt Col Mark Carleton-Smith, Irish Guards[138]
- 2007 Lt Col Richard Williams, Parachute Regiment[139][140]
- 2012 Lt Col Nick Perry, King's Royal Hussars[141]

## Comandament operatiu

### Regular
El 22 SAS està sota el comandament operatiu del Director de Forces Especials (DSF), un càrrec de grau de major general. Anteriorment classificat com a brigadier, el DSF va ser ascendit de brigadier a major general en reconeixement de la important expansió de les Forces Especials del Regne Unit (UKSF).

### Reserva
L'1 de setembre de 2014, 21 i 23 SAS van ser traslladats de UKSF Van ser posats al comandament de la 1a Brigada d'Intel·ligència, Vigilància i Reconeixement. El 2019 es van traslladar de nou a UKSF.

### Reclutament i formació

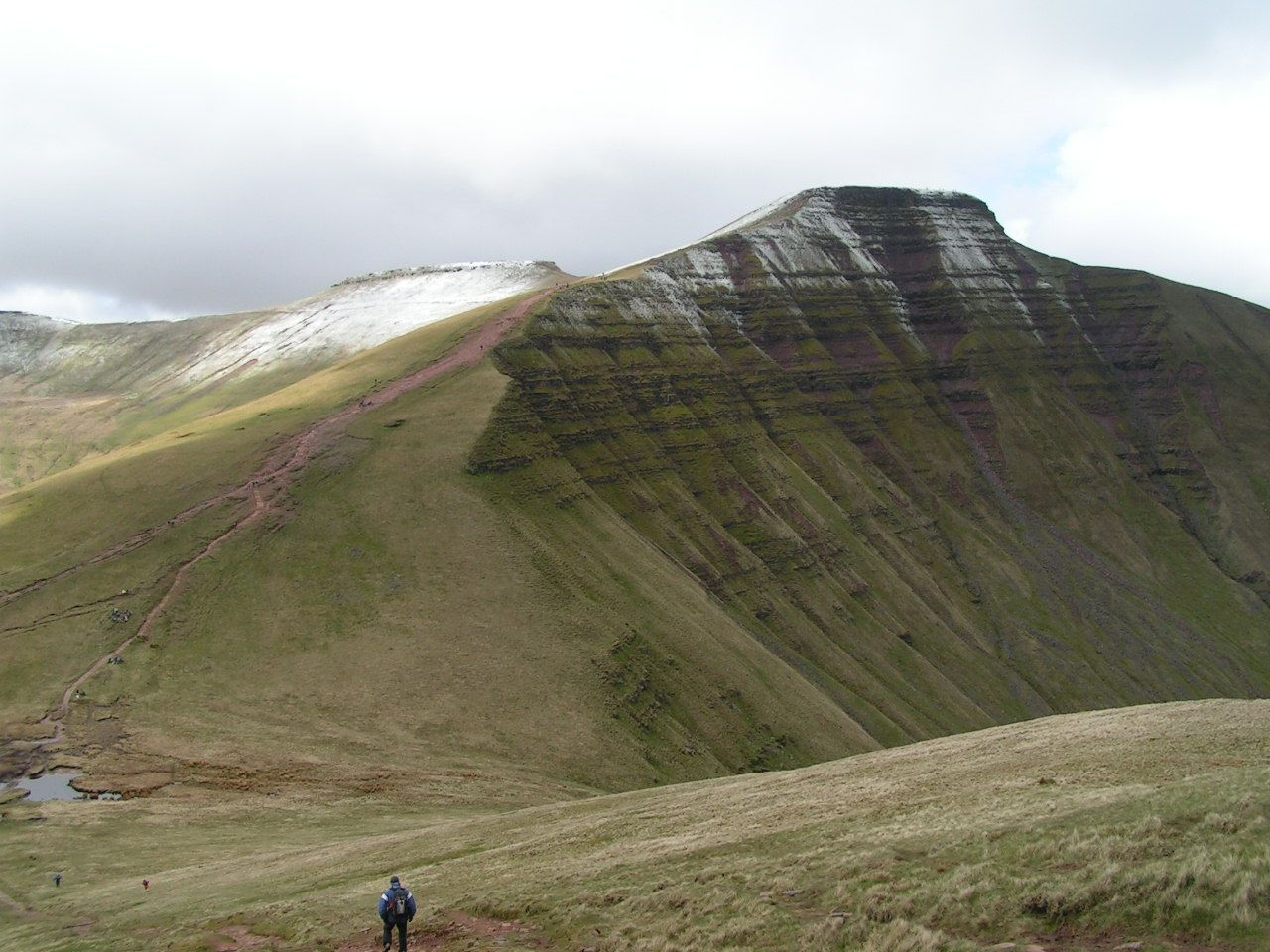
Pen y Fan, de 2.907 peus (886 m) sobre el nivell del mar, la ubicació del Fan Dance

Les Forces Especials del Regne Unit no recluten directament del públic en general. Tots els membres actuals de les Forces Armades del Regne Unit poden sol·licitar la selecció de Forces Especials, però la majoria dels candidats històricament provenen d'una formació dels Royal Marines o del Regiment de Paracaigudistes. Les seleccions es fan dues vegades l'any, una a l'estiu i una altra a l'hivern.
Tenint lloc a Gal·les, concretament a Sennybridge i als Brecon Beacons, la selecció dura cinc setmanes i normalment comença amb uns 200 candidats potencials. Els candidats completen una prova d'aptitud personal (PFT) a l'arribada, que consta d'almenys 50 abdominals en dos minuts, 60 flexions en dos minuts i una carrera de 1,5 milles (2,4 km) en 10 minuts i 30 segons. A continuació, completen una prova anual de condició física (AFT), que consisteix a marxar 8 milles (13 km) en dues hores mentre porten 25 lliures (11 kg) d'equip. A continuació, els candidats desfilen contra el rellotge a través del camp, augmentant la distància recorreguda cada dia; això culmina amb una prova de resistència coneguda com la "Resistència", en la qual els candidats marxen 40 milles (64 km) amb equip complet abans de pujar i baixar la muntanya Pen y Fan (886 m; 2.907 peus) en 20 hores. Al final d'aquesta fase, els candidats han de ser capaços de córrer 4 milles (6,4 km) en 30 minuts o menys i nedar 2 milles (3,2 km) en 90 minuts o menys.
Després de l'entrenament de muntanya, la fase de la selva té lloc a Belize, Brunei o Malàisia. Als candidats se'ls ensenya navegació, formació i moviment de patrulles i habilitats de supervivència a la selva. Després tornen al Regne Unit per començar a entrenar-se en plans de batalla i armes estrangeres, i després participar en exercicis de supervivència en combat, acabant amb un entrenament d'escapada i evasió d'una setmana. Els candidats es formen en patrulles i, sense més que una llauna plena d'equips de supervivència, es vesteixen amb uniformes de l'època de la Segona Guerra Mundial i se'ls diu que es dirigeixin cap a una destinació concreta abans de la sortida del sol. La prova final de selecció, resistència a l'interrogatori (RTI), té una durada de 36 hores.
Normalment només el 10% dels candidats superen el procés de selecció inicial. D'un grup d'aproximadament 200 candidats, la majoria abandonaran els primers dies, i menys de 30 quedaran al final. Els que completen totes les fases de selecció són traslladats a un esquadró operatiu.
Per als sol·licitants del component de reserva, 21 SAS i 23 SAS, el recorregut inclou elements comparables, a part de l'entrenament a la selva, però realitzats en blocs, repartits en un període més llarg, per adaptar-se a les demandes de la carrera civil dels participants.
L'octubre de 2018, la política de contractació va canviar per permetre que les dones es fessin membres del SAS per primera vegada. L'agost de 2021, dues dones van ser les primeres a aprovar el curs de preselecció, cosa que les va fer elegibles per al curs complet.

## Distincions a l'uniforme
El tocat normal de la caserna és la boina de color sorra, la seva insígnia de la gorra és un Excalibur que apunta cap avall, envoltada de flames (sovint es coneix incorrectament com una daga alada) sobre la tela d'un escut croat amb el lema "Qui s'atreveix guanya" (Who Dares Wins)
Les Ales de paracaigudes amb patró SAS, dissenyades pel tinent Jock Lewes i basades en l'ibis sagrat estilitzat d'Isis de la iconografia egípcia representada a la decoració del Shepheard's Hotel al Caire, es porten a l'espatlla dreta.
El seu uniforme cerimonial número 1 es distingeix per una franja blau clar als pantalons. El seu cinturó estable és d'un to blau similar a la franja blava de l'uniforme de vestir número 1.

## Honors de batalla
A l'exèrcit britànic, els honors de batalla s'atorguen als regiments que han vist servei actiu en un combat o campanya significatius, generalment amb un resultat victoriós. El Regiment del Servei Aeri Especial ha rebut els següents honors de batalla:
- Nord-oest d'Europa 1944–45
- Tobruk 1941
- Rai de Bengasi
- Nord d'Àfrica 1940–43
- Desembarcament a Sicília
- Sicília 1943
- Termoli
- Valli di Comacchio
- Itàlia 1943–45
- Grècia 1944–45
- Adriàtic
- Orient Mitjà 1943–44
- Illes Malvines 1982
- Iraq occidental
- Golf 1991

## Memorials

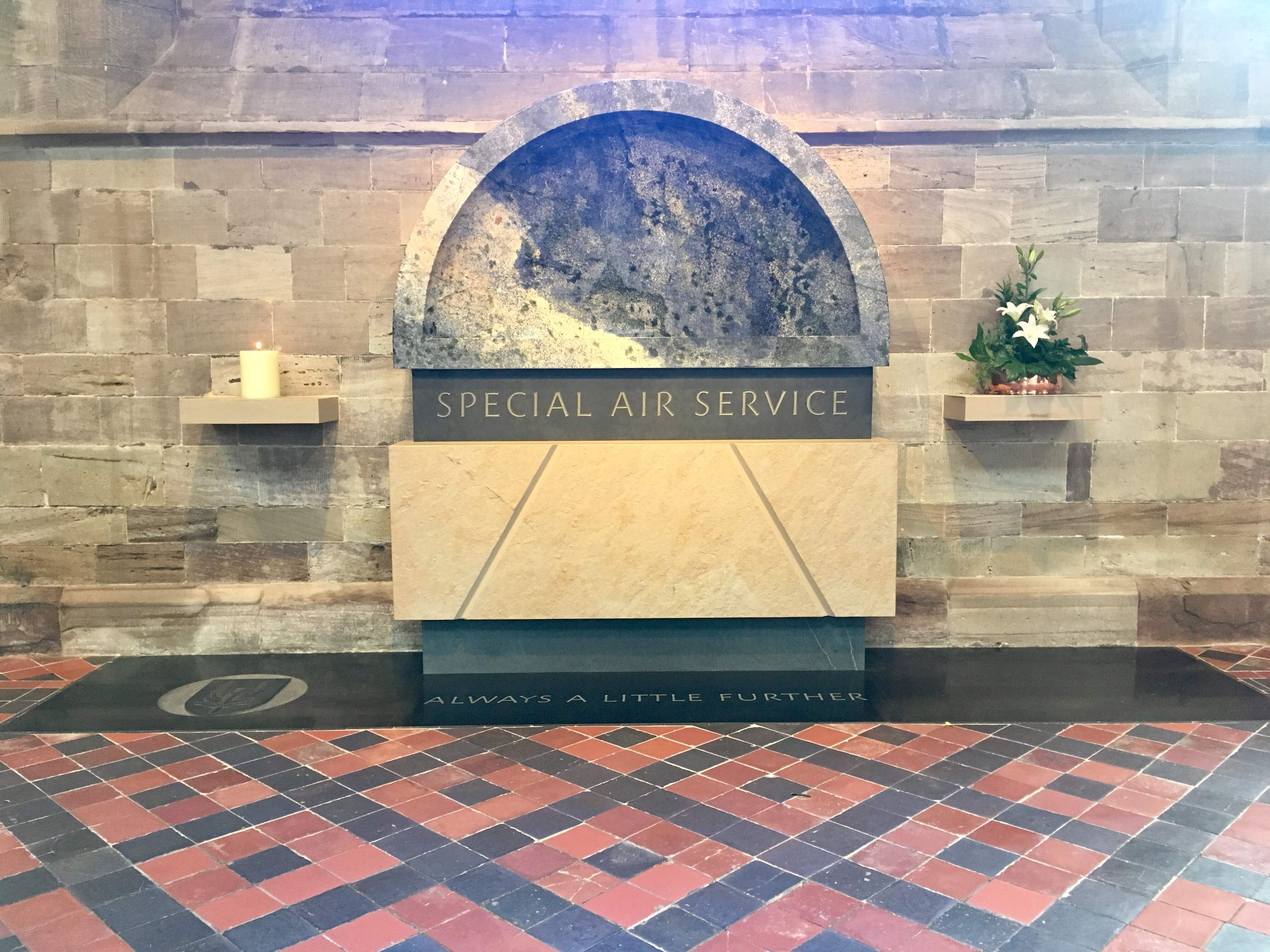
Memorial del SAS a la catedral de Hereford.

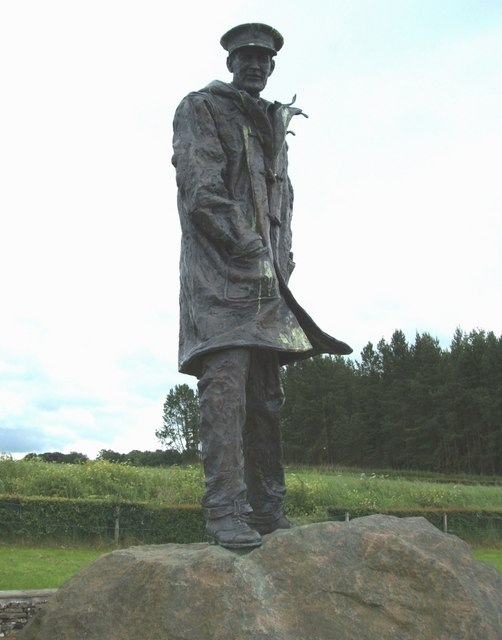
Estatdua de David Stirling, fundador del SAS a Doune

Els noms d'aquells membres del SAS Regular que han mort durant el servei estaven inscrits a la torre del rellotge del regiment de Stirling Lines. Originalment finançat per les contribucions d'un dia de sou dels membres del regiment i una donació de Handley Page en memòria del Cpl. RK Norry, que va morir en un accident de paracaigudes en caiguda lliure, aquest va ser reconstruït a la nova caserna de Credenhill. Els membres supervivents diuen que aquells els noms dels quals estan inscrits "no han pogut superar el rellotge". A proposta de l'aleshores comandant, Dare Wilson, hi ha inscrit a la base del rellotge un vers del poema The Golden Journey to Samarkand de James Elroy Flecker:
Som els Pelegrins, mestre; Anirem
sempre una mica més enllà: potser
més enllà d'aquella darrera muntanya blava barrada de neu
A través d'aquell mar enfadat o lluent...
L'altre monument principal és el memorial de SAS i de les Forces Aerotransportades als claustres de l'Abadia de Westminster. El Memorial de la Brigada SAS a Sennecey-le-Grand a França commemora els morts en temps de guerra del SAS belga, britànic i francès i recentment s'ha afegit una placa commemorativa al Memorial David Stirling a Escòcia. Hi ha altres monuments més petits "escampats per Europa i a l'Extrem Orient".
L'església local de St Martin's, Herefordté part del seu cementiri reservat com a memorial del SAS, més de vint soldats del SAS hi són enterrats. També hi ha un mur del record que mostra plaques commemoratives a alguns que no van poder ser enterrats, inclosos els 18 homes del SAS que van perdre la vida en l'accident de l'helicòpter Sea King durant la campanya de les Malvines el 19 de maig de 1982 i una escultura i vitralls dedicats al SAS.
El 17 d'octubre de 2017 l'Ascensió, una nova escultura i finestra en honor al Regiment del Servei Aeri Especial a la catedral de Hereford, va ser dedicada pel bisbe de Hereford en un servei al qual va assistir el príncep Guillem.

## A la cultura popular
Llibres i pel·lícules sobre el SAS
- Eastern Approaches – les memòries de Fitzroy Maclean ofereixen les seves experiències personals en el jove SAS a la campanya del desert occidental .
- Bravo Two Zero – una novel·la sobre una Bravo Two Zero missió fallida del SAS d'Andy McNab[178]
  - Bravo Two Zero - una pel·lícula basada en la novel·la homònima d'Andy McNab.
- Red Notice, una novel·la d'Andy McNab, que forma part de la seva sèrie Tom Buckingham
  - SAS: Red Notice - una pel·lícula del 2021 basada en la novel·la d'Andy McNab Red Notice.[179]
- The One That Got Away - una altra novel·la sobre la missió Bravo Two Zero de Chris Ryan
  - The One That Got Away - una pel·lícula basada en la novel·la
- The Feather Men, una novel·la de Sir Ranulph Fiennes, afirmada per l'autor com una història en part no ficticia que implica el SAS
  - Killer Elite - pel·lícula basada en The Feathermen, sobre un mercenari contractat per matar soldats de SAS (història de ficció que envolta esdeveniments reals i persones de la història de SAS).
- 6 Days pel·lícula sobre la participació de SAS en el setge de l'ambaixada iraniana el 1980
- Who Dares Wins, pel·lícula de 1982, estrenada als Estats Units com a The Final Option

Television shows about the SAS
- SAS: Are You Tough Enough? (2002-2004)[180]
- SAS: Who Dares Wins – un programa de televisió d'entrenament de realitat quasi militar que enfronta els concursants a entorns durs en un curs d'entrenament de dues setmanes que està dissenyat per replicar la selecció del Servei Aeri Especial[181]
- Ultimate Force una sèrie dramàtica d'acció d'ITV que segueix les operacions de la "Trupa Roja" fictícia del Servei Aeri Especial. . (2002-2008)[182]
- SAS: Rogue Heroes – una sèrie de drama històric de la BBC que representa la formació del Servei Aeri Especial durant la Segona Guerra Mundial. (2022)[183]

## Aliances
- Austràlia – Special Air Service Regiment[184]
- Nova Zelanda – New Zealand Special Air Service[184]